# آرو (دماوند)
آرو (دماوند)، روستایی از توابع بخش مرکزی شهرستان دماوند در استان تهران ایران است.

## جمعیت
این روستا در دهستان ابرشیوه قرار دارد و براساس سرشماری مرکز آمار ایران در سال ۱۳۹۰، جمعیت آن ۱۱۷۰ نفر (۳۵۰) خانوار بوده‌است. مردم این روستا از قومیت طبری هستند و به زبان طبری دماوندی که گویشی از زبان مازندرانی می باشد صحبت می کنند.
در تاریخ 24 اردیبهشت چهارصد و سه در پی اعتراض اهالی روستا به دزدیدن منابع آبی روستا توسط حکومت جمهوری اسلامی ( جاعش ) و انتقال آب به شهرک ویلایی بنیاد مسکن، حدود پانصد نیروی مزدور ( گارد ویژه دماوند و تهران، سپاه دماوند، سپاه آبسرد) طی دو مرحله ( صبح و عصر ) به این روستا حمله کرده و ضمن ضرب و شتم شدید اهالی این روستا ( بخصوص افراد مسن ) و بازداشت جوانان روستا، اقدام به تیراندازی با سلاح جنگی و زخمی نمودن دو تن از اهالی روستا نمودند.
نیروهای حکومت جاعش سپس شبانه به روستا بازگشتند و ضمن تهدید اهالی روستا (در صورت پخش اطلاعات این حمله)، اقدام به ضرب و شتم تعدادی از زنان روستا،نمودند. لازم به ذکر است در این حمله سه تن از کودکان خردسال روستا دچار حمله عصبی شدند و با آمبولانس به بیمارستان انتقال یافتند.